# Tupolew Tu-244
Die Tupolew Tu-244 war als Nachfolger der Tupolew Tu-144 geplant, kam über dieses Stadium aber nicht hinaus. Dabei ging es um ein achtstrahliges Passagierflugzeug, das mit zweifacher Schallgeschwindigkeit eine transkontinentale Reichweite bieten sollte. Als Tragwerk war ein Doppel-Delta-Entwurf in Tiefdeckerauslegung vorgesehen, während die Höhen- und Querruder zu sogenannten Elevons kombiniert werden sollten.

## Geschichte
Die Entwurfsarbeiten begannen 1979, worauf bis zum Projektende im Jahr 1993 bereits wesentliche Fortschritte bei der Auslegung gemacht werden konnten. Insbesondere der Widerstand im Bereich um Mach 2 war nur noch 50 % höher als bei einem konventionellen Passagierflugzeug bei Mach 0,9. Das Projekt ruht, jedoch sieht Tupolew bis 2025 einen Markt für etwa 100 Maschinen dieser Gattung.

## Konstruktion
Der fast kreisrunde Rumpf (3,9 m breit, 4,1 m hoch) und das Tragwerk sollten zum großen Teil aus Titan-Verbundwerkstoffen bestehen. Als Triebwerke waren leistungsstärkere Abwandlungen des Samara NK-321-Turbofan vorgesehen, wie sie auch bei der Tupolew Tu-160 zum Einsatz kommen. Von der Tu-160 sollten auch die verstellbaren Lufteinläufe stammen. Insgesamt sollten 311 Passagiere befördert werden können.
Zur Flugsteuerung war Fly-by-wire vorgesehen. Alle Abläufe sollten weitestgehend automatisiert ablaufen, so auch die Landung, wobei Blindlandungen bis CAT IIIa möglich gewesen wären. Auf eine Kippnase wurde verzichtet. Während der Landung und am Boden sollten Kameras für die nötige Sicht sorgen.

## Technische Daten (projektiert)
| Kenngröße            | Daten                                                |
| -------------------- | ---------------------------------------------------- |
| Länge                | 88,70 m                                              |
| Spannweite           | 54,47 m                                              |
| Flügelfläche         | 975 m²                                               |
| Flügelstreckung      | 3,0                                                  |
| Leermasse            | 172.000 kg                                           |
| max. Startmasse      | 350.000 kg                                           |
| Reisegeschwindigkeit | Mach 2,05 in 19.000 m                                |
| Reichweite           | 9.200 km                                             |
| Triebwerke           | 8 × Mantelstromtriebwerke Samara mit je 324 kN Schub |